# Fazenda do Itu
Fazenda do Itu é uma fazenda histórica localizada no município de Itaqui, no interior do estado do Rio Grande do Sul.

## História
A Fazenda do Itu é uma propriedade localizada na cidade de Itaqui, no interior do estado do Rio Grande do Sul. Itaqui possui uma distância de noventa quilômetros da cidade de São Borja, cidade de natal de Getúlio Vargas e de João Goulart.
Justamente pela presença de Getúlio Vargas na fazenda esta propriedade tornou-se notável no campo político brasileiro. Era uma espécie de porto seguro de Getúlio, onde passava férias, feriados e o Natal. Diversos apoiadores de Getúlio - chamados de getulistas - frequentaram a propriedade, como o jornalistas Samuel Wainer e Assis Chateaubriand. Para maior facilidade a propriedade contava com pista de voo.
Após ter governado o Brasil por quinze anos durante o período que ficou conhecido Estado Novo e foi afastado da presidência por um meio de um  movimento militar. Foi na fazenda que Getúlio articulou sua volta ao jogo político nacional na eleição presidencial no Brasil em 1950, após o Governo Eurico Dutra em que Getúlio venceu de Eduardo Gomes (UDN) com 48,73% dos votos. Existem cartas trocadas entre Getúlio e Alzira Vargas que comprovam que enquanto esteve na propriedade, Getúlio muito articulou para a volta ao cenário nacional.
A propriedade contava com 11.000 hectares, com busto em homenagem a Getúlio Vargas, sede da fazenda e curral. Quando a fazenda pertenceu a Lutero Vargas - primogênito de Getúlio - foi construído um frigorífico e um depósito.

## Atualidade
Atualmente a propriedade pertence a Alceu Nicola, proprietário de uma rede de revendedoras de carros e motos com forte presença comercial no estado do Rio Grande do Sul. Na época áurea da fazenda, chegou a ter vinte e sete mil hectares, agora possui apenas 27 hectares. Alceu garante que a memória de Getúlio seja guardada, incluindo uma biblioteca, charutos e presentes recebidos do então presidente estadunidense Franklin D. Roosevelt.
No ano de 2014, para a gravação do filme Getúlio, protagonizado por Tony Ramos e Drica Moraes algumas cenas do longa-metragem foram gravados na fazenda.

## Tombamento
Devido a sua importância histórica para construção política do país, a fazenda passou pelo processo de tombamento pelo órgão de conservação gaúcho do Instituto do Patrimônio Histórico e Artístico do Estado do Rio Grande do Sul (IPHAE) no ano de 2012.